# Tangga Batu (Seluma Selatan)
Tangga Batu is een bestuurslaag in het regentschap Seluma van de provincie Bengkulu, Indonesië. Tangga Batu telt 774 inwoners (volkstelling 2010).